# 289314 Chisholm
289314 Chisholm este un asteroid din centura principală de asteroizi.

## Descriere
289314 Chisholm este un asteroid din centura principală de asteroizi. A fost descoperit pe 30 septembrie 2003 la Mauna Kea de David D. Balam. Asteroidul prezintă o orbită caracterizată de o semiaxă mare de 3,07 ua, o excentricitate de 0,09 și o înclinație de 12,4° în raport cu ecliptica.